# Karaté aux Jeux mondiaux de 1989
Aux Jeux mondiaux de 1989, organisés à Karlsruhe, en Allemagne, des épreuves de karaté étaient au programme.

## Résultats

### Kata
| Rang | Pays   | Karatéka        |
| ---- | ------ | --------------- |
| 1    | Japon  | Tsuguo Sakamoto |
| 2    | Italie | Dario Marchini  |
| 3    | Italie | Pasquale Acri   |
| 3    | Japon  | Tomoyuki Aihara |

| Rang | Pays      | Karatéka         |
| ---- | --------- | ---------------- |
| 1    | Japon     | Yukio Mimura     |
| 2    | Japon     | Hisami Yokoyama  |
| 3    | Allemagne | Simone Schreiner |

### Kumite

#### Kumite masculin
| Rang | Pays        | Karatéka         |
| ---- | ----------- | ---------------- |
| 1    | Norvège     | Stein Rønning    |
| 2    | Italie      | Nicola Simmi     |
| 3    | Japon       | Sinichi Hasegawa |
| 3    | Royaume-Uni | Abdu Shaher      |

| Rang | Pays     | Karatéka          |
| ---- | -------- | ----------------- |
| 1    | Finlande | Janne Timonen     |
| 2    | Pays-Bas | Reginaldo Doran   |
| 3    | Italie   | Francesco Muffato |
| 3    | Espagne  | Jesús Juan Rubio  |

| Rang | Pays        | Karatéka        |
| ---- | ----------- | --------------- |
| 1    | Allemagne   | Jörg Reuss      |
| 2    | Royaume-Uni | William Thomas  |
| 3    | Japon       | Yoshimiro Anzai |
| 3    | Pays-Bas    | Appie Echteld   |

| Rang | Pays      | Karatéka          |
| ---- | --------- | ----------------- |
| 1    | Allemagne | Toni Dietl        |
| 2    | Suisse    | Djim Doula        |
| 3    | Japon     | Ko Haashi         |
| 3    | Allemagne | Kostas Sariyannis |

| Rang | Pays      | Karatéka            |
| ---- | --------- | ------------------- |
| 1    | Italie    | Gianluca Guazzaroni |
| 2    | Pays-Bas  | Kemal Aktepe        |
| 3    | Allemagne | Sven Mohnssen       |
| 3    | Allemagne | Ralf Wintergerst    |

| Rang | Pays        | Karatéka               |
| ---- | ----------- | ---------------------- |
| 1    | Italie      | Claudio Guazzaroni     |
| 2    | Allemagne   | Ralf Brachmann         |
| 3    | Royaume-Uni | Ian Cole               |
| 3    | Espagne     | Juan Antonio Hernández |

| Rang | Pays      | Karatéka           |
| ---- | --------- | ------------------ |
| 1    | Italie    | Claudio Guazzaroni |
| 2    | Japon     | Ryosuke Shimizu    |
| 3    | Allemagne | Jürgen Möldner     |
| 3    | France    | Marc Pyrée         |

#### Kumite féminin
| Rang | Pays        | Karatéka           |
| ---- | ----------- | ------------------ |
| 1    | France      | Catherine Girardet |
| 2    | Allemagne   | Gerlinde Bude      |
| 3    | Royaume-Uni | Shirley Graham     |
| 3    | Japon       | Yuko Hasama        |

| Rang | Pays        | Karatéka       |
| ---- | ----------- | -------------- |
| 1    | Allemagne   | Brigitte Thäle |
| 2    | Royaume-Uni | Annette Bailey |
| 3    | Japon       | Akemi Kimura   |
| 3    | Japon       | Junko Kurata   |

| Rang | Pays        | Karatéka           |
| ---- | ----------- | ------------------ |
| 1    | France      | Catherine Belrhiti |
| 2    | France      | Marie-Ange Legros  |
| 3    | Royaume-Uni | Diane Reilly       |
| 3    | Allemagne   | Simone Schreiner   |